# زیهاوزن
زیهاوزن (به آلمانی: Seehausen am Staffelsee) یک شهر در آلمان است که در بایرن واقع شده‌است.

## خصوصیات
زیهاوزن ۱۵٫۷۱ کیلومترمربع مساحت دارد ۶۵۵ متر بالاتر از سطح دریا واقع شده‌است.